# Астробіологія

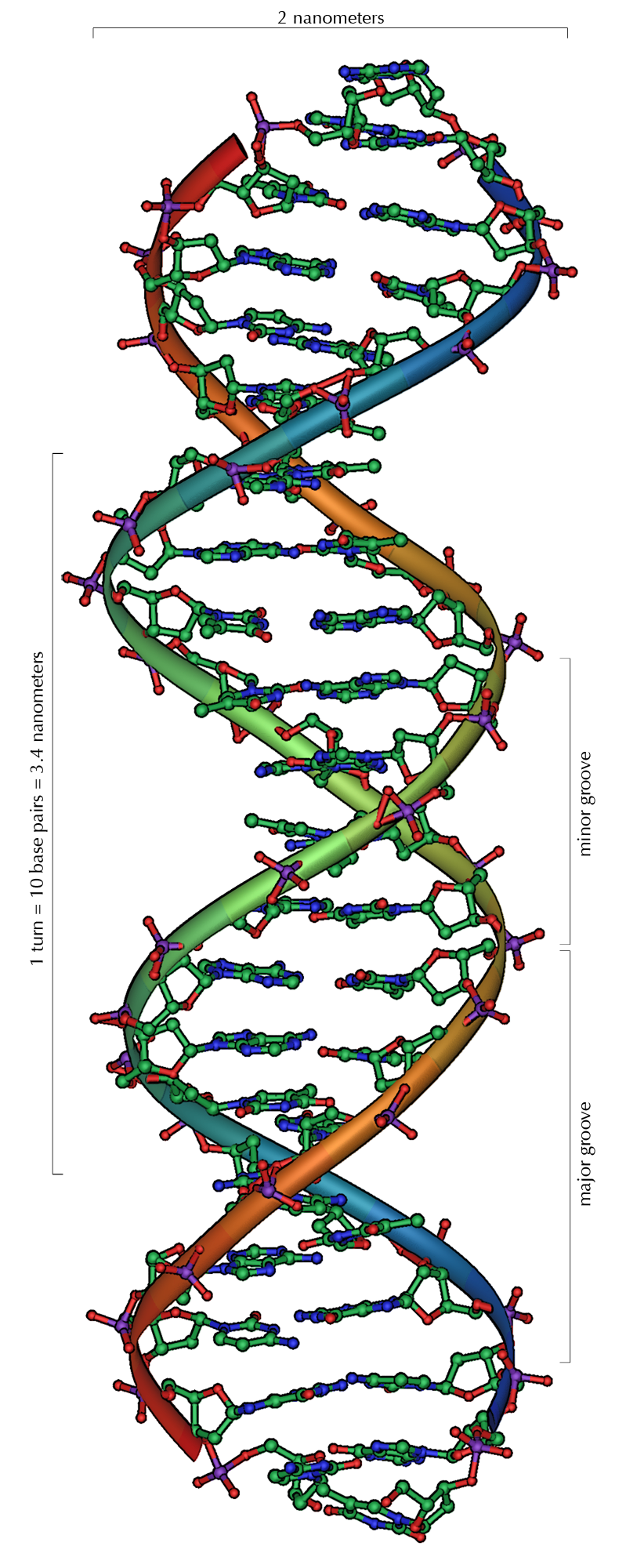
Нуклеїнові кислоти можуть бути не єдиними біомолекулами у Всесвіті, здатними нести життєву інформацію.

Астробіологія (екзобіологія) — наука, предметом якої є вивчення походження, еволюції та розповсюдження життя на інших планетах у Всесвіті. Астробіологія спирається на наукові досягнення в галузі фізики, хімії, астрономії, біології, екології, планетології, географії, геології і космонавтики для дослідження можливості існування позаземного життя. У вирішенні деяких завдань астробіологія тісно дотикається до біоастронавтики і космічної медицини, що виникли у зв'язку з активним проникненням людини в космічний простір. Астробіологія здійснює пошук придатного для життя середовища проживання як в Сонячній системі, так і за її межами, пошук доказів пребіотичної хімії, лабораторні і практичні дослідження походження і раннього розвитку життя на Землі, а також дослідження потенційних можливостей життя в частині пристосування до складних умов на Землі і в космосі.

## Огляд

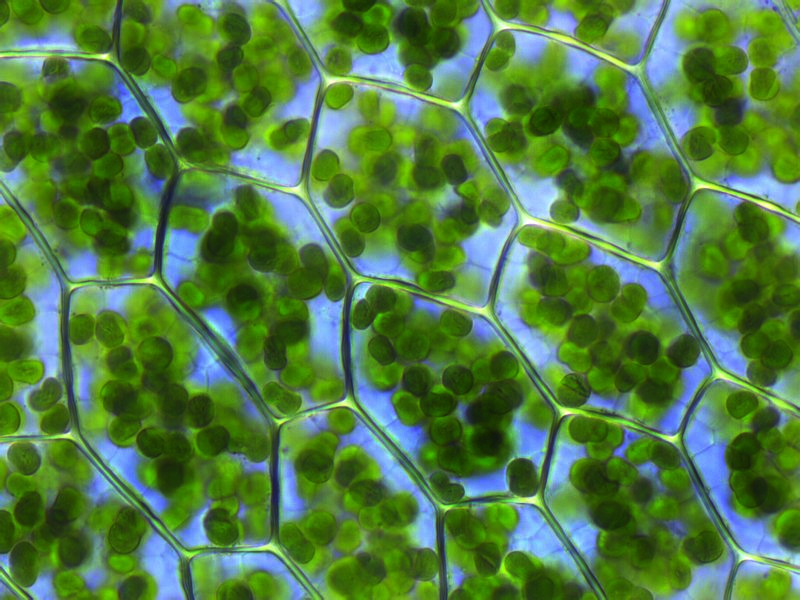
Невідомо, чи буде життя у Всесвіті, в разі його виявлення, мати клітини, подібні до земних рослин (видно хлоропласти в клітинах рослини.)

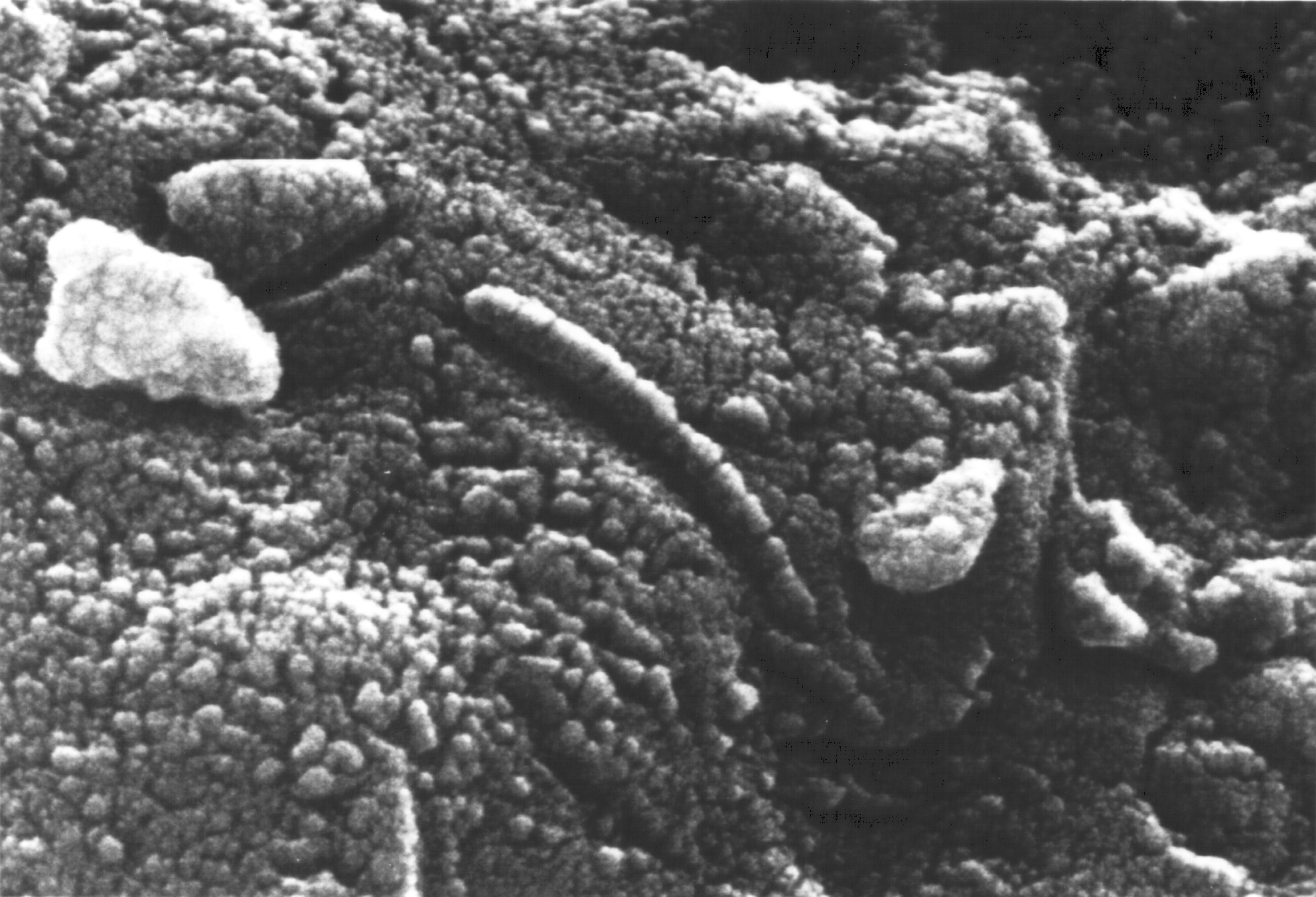
Марсіанський метеорит ALH84001 має мікроскопічні утворення, які можуть бути створені мікроорганізмами.

Термін астробіологія вперше запропоновано радянським астрономом Г. А. Тиховим у 1953 році. Він утворений від давньогрецьких слів астрон (дав.-гр. ἄστρον) — «зірка», біос (дав.-гр. βίος) — «життя» і логія (дав.-гр. -λογία) — «вчення». Є різні синоніми терміна «астробіологія», однак всі вони включають дві основні науки: астрономію і біологію. Термін-синонім «екзобіологія» походить від грецького екзо (дав.-гр. Έξω) — «поза, зовні», біос (дав.-гр. βίος) — «життя» і логія (дав.-гр. -λογία) — «вчення». Інший термін, який використовувався в минулому — ксенобіологія, тобто «біологія іноземців». Це слово придумав у 1954 році письменник-фантаст Роберт Гайнлайн у його романі «Зоряний звір».
Питання «чи існує життя десь ще у Всесвіті», є гіпотезою, що піддається перевірці, а отже ефективним напрямком наукових досліджень. Тепер[коли?] астробіологія стала формалізованою галуззю досліджень, хоча колись знаходилася осторонь від основних наукових пошуків. Інтерес НАСА до астробіології почався з розробки Космічної програми. 1959 року НАСА профінансувало свій перший проєкт з екзобіології, а в 1960 році створило Програму вивчення екзобіології. 1971 року НАСА профінансувало проєкт (SETI) з пошуку радіосигналів позаземних цивілізацій. Програма «Вікінг», започаткована у 1976 році, включала три біологічні експерименти, розроблені для пошуку можливих ознак існування життя на Марсі. Науковий апарат Mars Pathfinder, що приземлився в 1997 році, містив науковий вантаж, призначений для виявлення мікробних скам'янілостей в каменях.
У XXI столітті астробіологія стає центром зростаючого числа дослідницьких місій НАСА і Європейського космічного агентства в Сонячній системі. У травні 2001 року в Італії відбувся перший європейський семінар з астробіології, результатом якого стала Програма Аврора. Тепер[коли?] НАСА курує Інститут астробіології НАСА. Чимраз більше число університетів у всьому світі вводять програми навчання з астробіології. У Сполучених Штатах це Аризонський університет, університет Пенсильванії, університет штату Монтана і Вашингтонський університет; у Великій Британії — університет Кардіффа (створено Центр астробіології), в Австралії — Університет Нового Південного Уельсу. У Росії Постановою Президії Російської академії наук від 23.11.2010 організовано Наукову раду РАН з астробіології.
Досягнення в галузі астробіології, спостережної астрономії і відкриття великого розмаїття екстремофілів, що здатні існувати в найсуворіших умовах на Землі, привели до припущення, що життя може процвітати на багатьох планетах і супутниках у Всесвіті. Особлива увага поточних астробіологічних досліджень приділяється пошуку життя на Марсі через його близькість до Землі і геологічну історію. Існує дедалі більше свідчень, що раніше на поверхні Марса була значна кількість води, яка розглядається в якості найважливішого попередника розвитку життя на основі вуглецю.
Місіями, розробленими спеціально для пошуку життя, були Програма «Вікінг» і посадковий модуль «Бігль 2», спрямовані до Марса. Основний висновок, який можна зробити за результатами роботи «Вікінгів»: або кількість мікроорганізмів у місцях посадок апаратів мізерно мала, або їх немає взагалі. Посадковий модуль «Бігль 2» імовірно приземлився вдало, але на зв'язок не вийшов. Основною причиною виходу з ладу визнана відмова обладнання зв'язку. Значну роль у астробіології повинна була зіграти місія Jupiter Icy Moons Orbiter, призначена для дослідження крижаних супутників Юпітера, однак вона була скасована. 2008 року посадковий модуль «Фенікс» досліджував марсіанський ґрунт на наявність слідів мікробного життя, а також присутність води. Головним науковим результатом місії стало виявлення льоду під тонким шаром ґрунту, а також його хімічний аналіз.
У листопаді 2011 року НАСА запустило марсохід Curiosity, який продовжив пошуки слідів життя на Марсі. Європейське космічне агентство розробляє марсохід ExoMars, який заплановано до запуску в 2020 році.
Міжнародний астрономічний союз (МАС) регулярно проводить великі міжнародні конференції допомогою Комісії 51 «Біоастрономія: пошук позаземного життя», яка була створена МАС у 1982 році для координації робіт в галузі пошуку життя і розуму у Всесвіті і нині[коли?] функціює на базі Інституту астрономії при Університеті Гаваїв.

## Методологія

### Звуження задачі
Для пошуку життя на інших планетах необхідно зменшити розмір задачі, для чого використовуються різні припущення. Перше полягає в тому, що переважна більшість форм життя в нашій Галактиці заснована на вуглецевій хімії, як і всі форми життя на Землі. Хоча не заперечується можливість існування невуглецевих форм життя. Припущення засноване на тому, що вуглець є четвертим за поширеністю елементом у Всесвіті, а також дозволяє формувати велику різноманітність молекул навколо себе. Здатність атомів вуглецю легко зв'язуватися один з одним дозволяє створювати як завгодно довгі і складні молекули.
Наступне припущення — наявність води в рідкому стані. Вода є поширеною речовиною, яка необхідна для формування складних вуглецевих сполук, які, зрештою, можуть призвести до появи життя. Деякі дослідники пропонують також розглядати середовище аміаку або водно-аміачних сумішей, оскільки воно забезпечує більший діапазон температур для життя і, таким чином, розширює кількість потенційних світів. Це середовище вважають придатним як для вуглецевого, так і для невуглецевого життя.
Третє припущення: пошук зірок, подібних до Сонця. Дуже великі зірки мають відносно малий час життя, що, в свою чергу, означає, що у життя не буде достатньо часу для розвитку на планетах, що обертаються навколо таких зірок. Дуже маленькі зірки виділяють так мало тепла, що планети зможуть мати воду в рідкому стані, перебуваючи тільки на дуже близьких орбітах. Але при цьому планети будуть захоплені припливними силами зірки. Без товстого шару атмосфери одна сторона планети буде постійно нагріта, а інша заморожена. Однак у 2005 році питання придатності для життя планет навколо червоних карликів було знову поставлено на порядок денний наукової спільноти, оскільки тривалий час існування червоних карликів (до 10 трильйонів років) може допускати наявність життя на планетах, зі щільною атмосферою. Це має велике значення, оскільки червоні карлики є дуже поширеними у Всесвіті (див. Життєпридатність системи червоного карлика). За оцінками вчених, близько 10 % зірок у нашій Галактиці за своїми характеристиками подібні до Сонця, а в радіусі 100 світлових років від нас знаходиться близько тисячі таких зірок. Ці зірки найімовірніше будуть основною ціллю при пошуку життя в їх системах.
Оскільки Земля є єдиною планетою, на якій достовірно відомо про наявність життя, то неможливо дізнатися, коректні прийняті припущення чи ні.

### Складові частини астробіології

#### Астрономія

Екзопланета OGLE-2005-BLG-390Lb на відстані 20 000 світлових років у поданні художника.

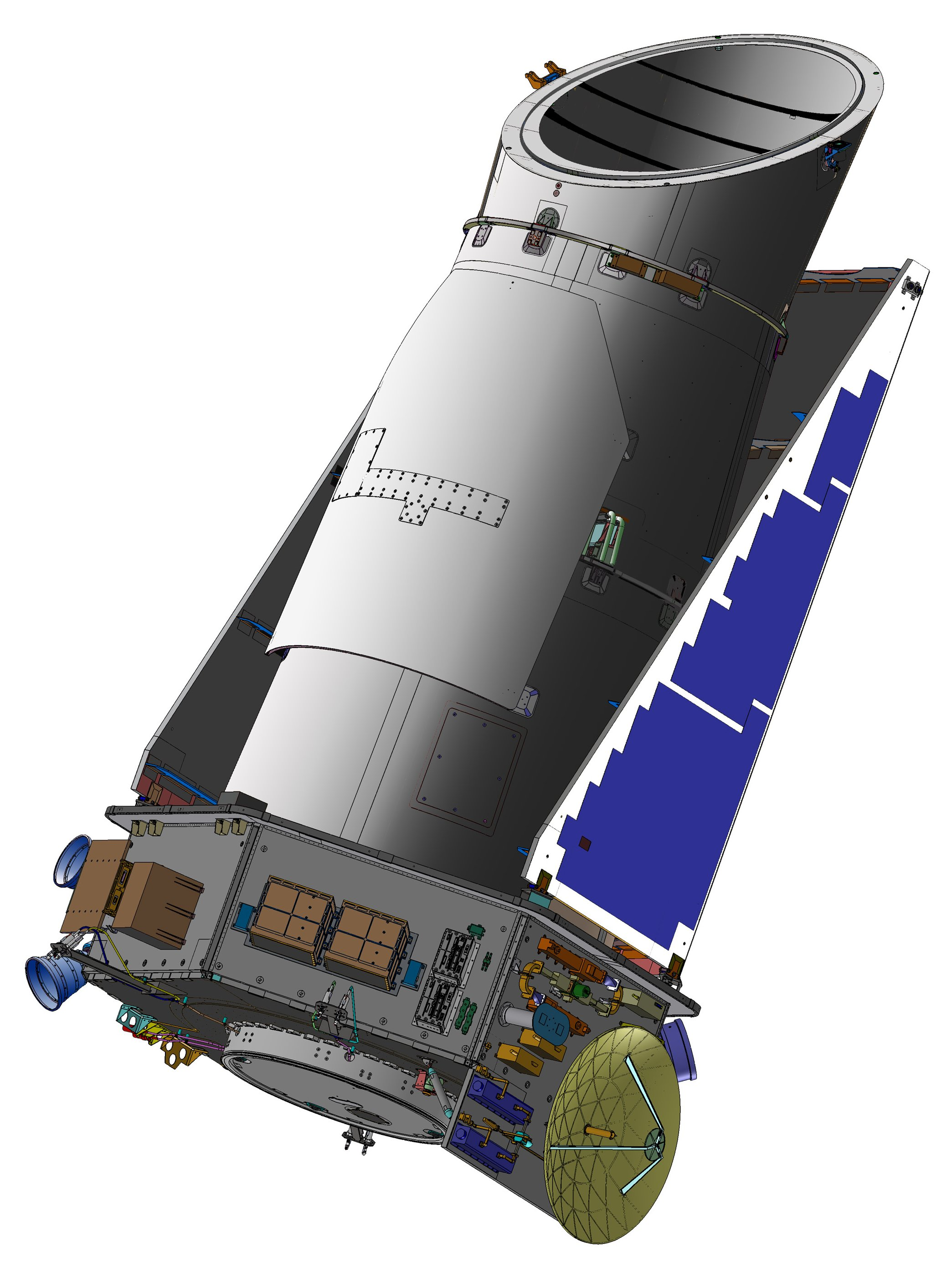
Місія «Кеплер» призначена для пошуку екзопланет

Більшість пов'язаних з астрономією астробіологічних досліджень належить до виявлення планет за межами Сонячної системи (екзопланет). Основна передумова полягає в тому, що якщо життя виникло на Землі, то воно могло виникнути й на інших планетах з аналогічними характеристиками. У зв'язку з цим у стадії опрацювання перебуває велика кількість проєктів, призначених для виявлення екзопланет, подібних до Землі. В першу чергу це програми НАСА Terrestrial Planet Finder (TPF) і ATLAST, а також програма Darwin Європейського космічного агентства. Існують також менш амбітні проєкти, в яких передбачається використання наземних телескопів. Крім того, НАСА вже запустило місію Кеплер у березні 2009 року, а Французьке космічне агентство — супутник COROT у 2006 році. Метою планованих місій є не тільки виявлення планет розміром з Землю, але й безпосереднє спостереження світла від планети для подальшого спектроскопічного вивчення. Досліджуючи спектри планет, можна визначити основний склад атмосфери екзопланети і/або її поверхні. Отримавши таку інформацію, можна оцінити ймовірність наявності життя на планеті. Дослідницька група НАСА — Лабораторія віртуальних планет використовує комп'ютерне моделювання для створення різноманітних віртуальних планет, щоб зрозуміти, як вони будуть виглядати при спостереженні Дарвіном або TPF. Коли ці місії почнуть збір даних, отримані спектри планет можуть бути звірені зі спектрами віртуальних планет в частині характеристик, які можуть вказувати на наявність життя. Зміна фотометрії екзопланети також може дати додаткову інформацію про властивості поверхні і атмосфери планети.
Оцінити кількість планет з розумним життям можна за допомогою рівняння Дрейка. Рівняння визначає ймовірність наявності розумного життя як добуток таких параметрів, як кількість планет, які можуть бути населеними і кількість планет, на яких може виникнути життя:
{\displaystyle N=R^{*}~\times ~f_{p}~\times ~n_{e}~\times ~f_{l}~\times ~f_{i}~\times ~f_{c}~\times ~L},
де N — кількість розумних цивілізацій, готових вступити в контакт;
R* — число зір, які утворюються щорічно (зір, подібних до Сонця);
fp — частка зірок, що мають планети;
ne — середня кількість планет (і супутників) з умовами, придатними для зародження цивілізації;
fl — ймовірність зародження життя на планеті з придатними умовами;
fi — ймовірність виникнення розумних форм життя на планеті, на якій є життя;
fc — відношення кількості планет, розумні мешканці яких здатні до контакту і шукають його, до кількості планет, на яких є розумне життя;
L — час життя цивілізації (тобто час, протягом якого цивілізація існує, здатна вступити в контакт і хоче вступити в контакт).
Однак нині[коли?] це рівняння лише теоретично обґрунтовано і малоймовірно, що рівняння отримає розумні межі похибки найближчим часом. Перший множник R визначається з астрономічних вимірів і є найменш обговорюваною величиною. Щодо другого і третього множників (зірки з планетами і планети з придатними умовами) нині[коли?] йде активний збір даних. Інші параметри засновані суто на припущеннях. Проблема формули у тому, що вона не зможе використовуватися для створення гіпотези, оскільки містить параметри, які не можуть бути перевірені. Інша пов'язана тема — парадокс Фермі, який передбачає, що якщо розумне життя поширене у Всесвіті, то повинні існувати явні ознаки цього. На цьому парадоксі засновані такі проєкти як SETI, які намагаються виявити радіосигнали від розумних позаземних цивілізацій.
Іншою активною областю досліджень в астробіології є вивчення формування планетної системи. Було висловлено припущення, що особливості нашої Сонячної системи (наприклад, присутність Юпітера в якості захисного щита) могли значно збільшити ймовірність розвитку розумного життя, яке виникло на нашій планеті. Але остаточних висновків досі не зроблено.

#### Біологія

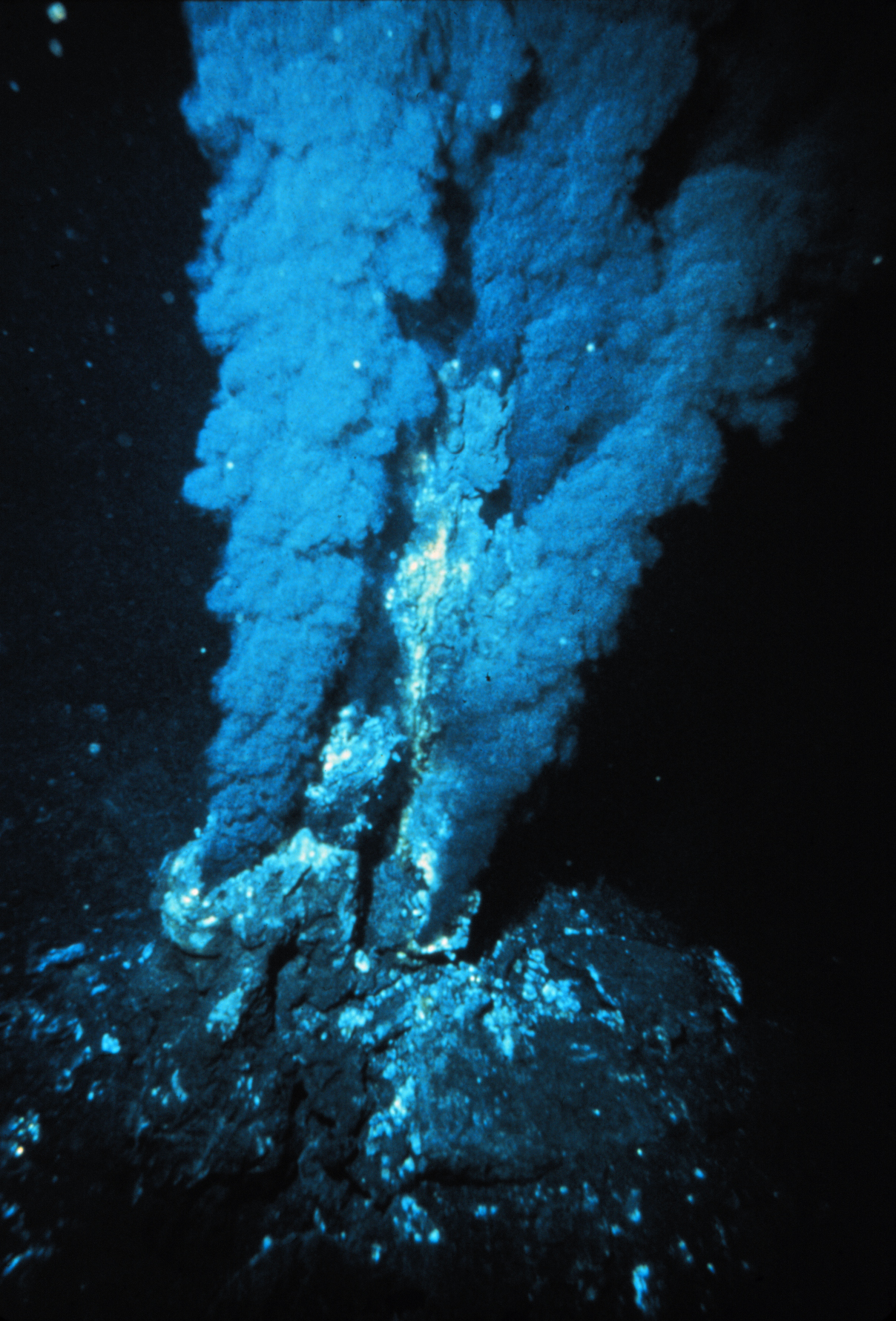
Чорні курці підтримують життя деяких мікроорганізмів на Землі. Такі формування можуть бути й на інших планетах.

До 1970-х років вчені вважали, що життя повністю залежить від енергії Сонця. Рослини на Землі використовують енергію сонячного світла в процесі фотосинтезу, внаслідок якого утворюються органічні речовини з вуглекислого газу і води і вивільняється кисень. Далі тварини поїдають рослини, тим самим здійснюється передача енергії по харчовому ланцюгу. Раніше вважалося, що життя в глибинах океану, куди не потрапляє сонячне світло, існує завдяки поживним речовинам, які утворюються від споживання органічних решток, що падають з поверхні океану, або від мертвих тварин, тобто також залежить від Сонця. Передбачалося, що здатність життя до існування залежить від його доступу до сонячного світла. Однак у 1977 році, під час дослідного занурення на глибоководному апараті «Алвін» поблизу Галапагоських островів, вчені виявили колонії погонофор, молюсків, ракоподібних, мідій і інших морських мешканців, згрупованих навколо підводних вулканічних утворень, названих чорними курцями. Ці істоти процвітали, попри відсутність доступу до сонячного світла. Пізніше було з'ясовано, що вони становлять цілком незалежний харчовий ланцюжок. Замість рослин основу цього харчової ланцюга становить певна форма бактерій, яка отримує енергію з процесу окислення реактивних хімічних речовин, таких як водень або сірководень, що надходять із внутрішніх частин Землі. Цей хемосинтез зробив революцію у вивченні біології, доводячи, що життя не обов'язково залежить від Сонця — воно лише вимагає наявності води та енергії.
Екстремофіли (організми, здатні вижити в екстремальних умовах) є ключовим елементом у дослідженнях астробіологів. Як приклади таких організмів можна навести біоту, здатну вижити під товщею води в кілька кілометрів поблизу гідротермальних джерел, і мікробів, які живуть у дуже кислих середовищах. Тепер[коли?] відомо, що екстремофіли живуть у льоду, киплячій воді, кислоті, воді з ядерних реакторів, солях кристалів, токсичних відходах і в ряді інших екстремальних місць, які раніше вважалися непридатними для життя. Вони відкрили нові напрями досліджень в астробіології завдяки значному збільшенню числа можливих місць проживання за межами Землі. Характеристика цих організмів, їх середовища проживання і еволюційного шляху вважається найважливішим компонентом в розумінні того, як може розвиватися життя в інших місцях у Всесвіті. Ось приклади організмів, здатних витримати вплив вакууму і космічної радіації: лишайники Ризокарпон географічний (лат. Rhizocarpon geographicum) і Ксанторія елегантна (лат. Xanthoria elegans), бактерії Bacillus safensis, Deinococcus radiodurans, Bacillus subtilis, дріжджі Saccharomyces cerevisiae, насіння Різушки Таля (лат. Arabidopsis thaliana), а також безхребетні Тихоходи.
2 грудня 2010 року вченими було оголошено, що бактерії-екстремофіли (GFAJ-1) в умовах нестачі фосфору можуть заміщати його в молекулі ДНК на миш'як. Це відкриття додає значущості старій ідеї, згідно з якою життя на інших планетах може мати зовсім інший хімічний склад, і тому воно може допомогти в пошуках позаземного життя. Пізніше з'ясувалося, що це не так.
Іншою галуззю досліджень є вивчення походження життя, відмінного від еволюційного шляху. Олександр Опарін і Джон Холдейн вважали, що умови на ранній Землі були сприятливими для формування органічних сполук з неорганічних елементів і, таким чином, для утворення багатьох хімічних речовин, характерних для форм життя, які ми зараз спостерігаємо. У вивченні цього процесу, відомого як пребіотична хімія, вчені досягли певного прогресу, але досі неясно, чи могло життя утворитися таким чином на Землі. Альтернативна теорія панспермії полягає в тому, що перші елементи життя, можливо, сформувалися на іншій планеті з ще більш сприятливими умовами (або навіть у міжзоряному просторі, на астероїдах тощо), а потім були якимось чином перенесені на Землю. Супутник Юпітера, Європа, нині[коли?] розглядається в якості найбільш ймовірного місця для існування позаземного життя в Сонячній системі.

#### Астроботаніка
Астробота́ніка — розділ астробіології, що вивчає питання про можливість існування і наявність рослинних організмів на планетах Сонячної системи.
Методика астроботаніки полягає в дослідженні оптичних властивостей земних рослин, що ростуть у різних фізичних умовах, і порівнянні їх з оптичними властивостями поверхонь планет.
Перший вклад у створення астроботаніки як науки зробив радянський астроном Тихов Г. А.. Протягом 40 років Тихов займався вивченням фізичної природи Марса. На підставі спостережень планети в різних спектральних ділянках шукав докази існування рослинності на Марсі; для цього виконав великі серії дослідів з визначення спектральної відбивної здатності земних рослин, які ростуть в найрізноманітніших кліматичних умовах, ґрунтів та інших природних утворень. Ці дослідження в галузі астроботаніки велися в Секторі астроботаніки АН Казахської РСР. Дослідження Сектора астроботаніки показують, що оптичні властивості темних ділянок Марса схожі з оптичними властивостями рослинності деяких місць Землі. Питання про рослинність на Венері ще мало з'ясоване.

#### Астрогеологія
Основна стаття: Геологія планет земної групи в Сонячній системі
Астрогеологія — наукова дисципліна, предметом якої є вивчення геології планет і їхніх супутників, астероїдів, комет, метеоритів та інших астрономічних тіл. Інформація, зібрана цією дисципліною, дозволяє оцінити придатність планети або її супутника для розвитку і підтримки життя.
Геохімія — додаткова дисципліна астрогеології, що включає вивчення хімічного складу Землі і інших планет, хімічних процесів і реакцій, які регулюють склад порід і ґрунту, цикли матерії і енергії та їх взаємодію з гідросферою та атмосферою планети. Спеціалізації включають космохімію, біохімію і органічну геохімію.
Скам'янілості є найстарішими відомими доказами наявності життя на Землі. Аналізуючи їх, палеонтологи можуть краще зрозуміти види організмів, що виникли на Землі в далекому минулому. Деякі регіони Землі, такі як Пілбара у Західній Австралії та Сухі долини в Антарктиді, розглядаються в якості геологічних аналогів деяких регіонів Марса, і таким чином, можуть дати розуміння того, як шукати на Марсі життя, яке можливо існувало там у минулому.

## Життя в Сонячній системі

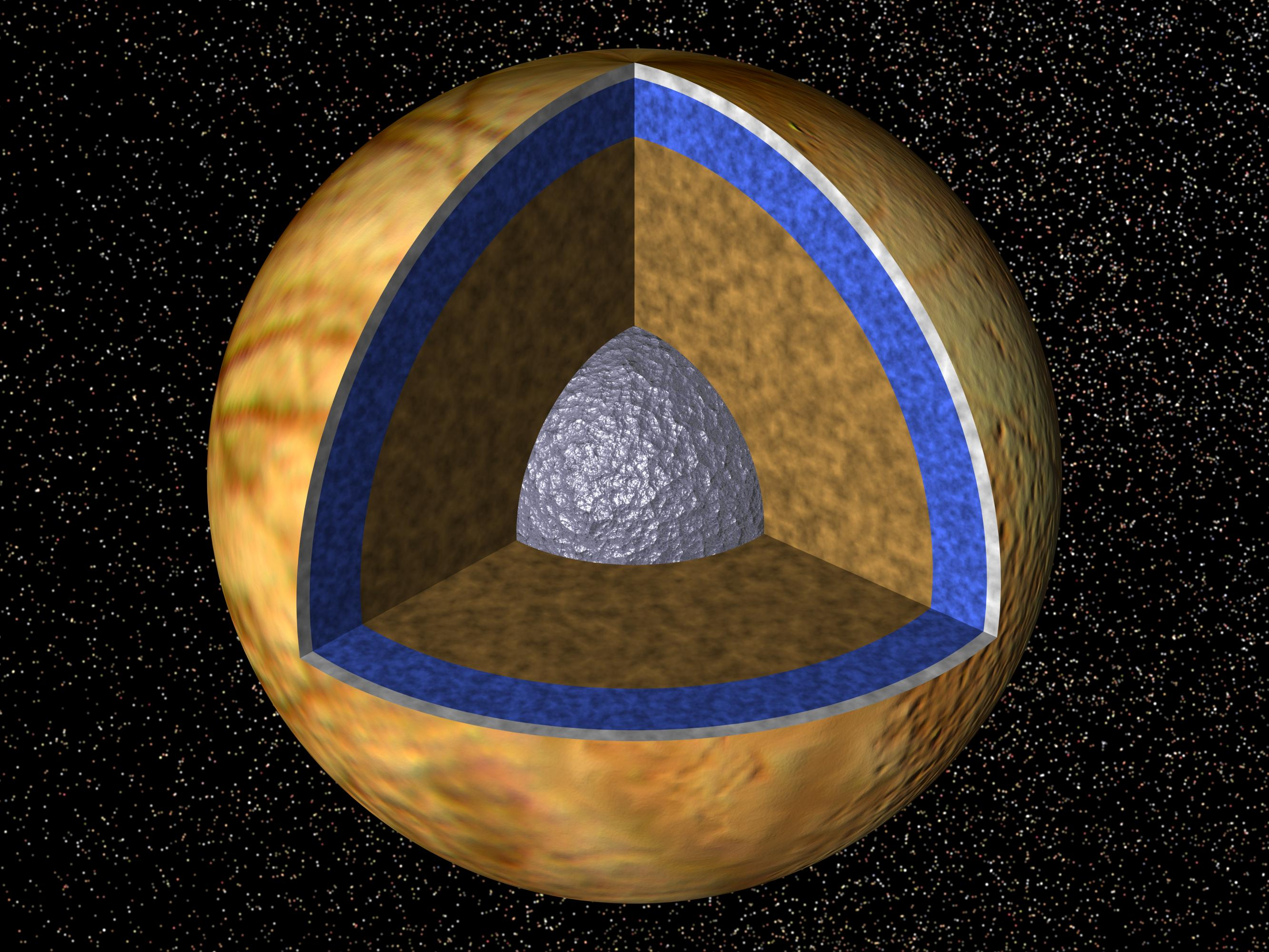
Європа може мати бактерії і мікроорганізми в океані під замерзлою поверхнею.

У міркуваннях про існування життя за межами Землі нерідко приділяється мало уваги обмеженням, накладеним принципами біохімії. Ймовірність того, що життя у Всесвіті засноване на вуглеці, зростає завдяки тому, що вуглець є одним з найбільш поширених елементів. Тільки два елементи — вуглець і кремній, можуть становити основу для досить великих молекул, здатних нести біологічну інформацію. Як структурна основа для життя, однією з важливих особливостей вуглецю є те, що, на відміну від кремнію, він може легко брати участь у формуванні хімічних зв'язків з багатьма іншими атомами, тим самим надаючи хімічну багатосторонність, необхідну для проведення реакцій метаболізму і відтворення. Різні органічні функціональні групи, складені з водню, кисню, азоту, фосфору, сірки, а також багатьох металів, таких як залізо, магній і цинк, забезпечують величезну різноманітність хімічних реакцій. Кремній, навпаки, взаємодіє тільки з деякими атомами і великі молекули на основі кремнію одноманітні порівняно з комбінаторним Всесвітом макромолекул на базі вуглецю. Насправді цілком можливо, що основні будівельні блоки життя де-небудь будуть схожі на наші, якщо не в деталях, то загалом. Хоча земне життя і життя, яке могло виникнути незалежно від Землі, як передбачається, використовує багато схожих, якщо не ідентичних, будівельних блоків, інопланетне життя, можливо, матиме деякі біохімічні якості, які є унікальними. Якщо життя має порівнянний вплив на середовище в іншому місці Сонячної системи, то відносний вміст хімічних речовин, якими б вони не були, можуть видати його наявність.

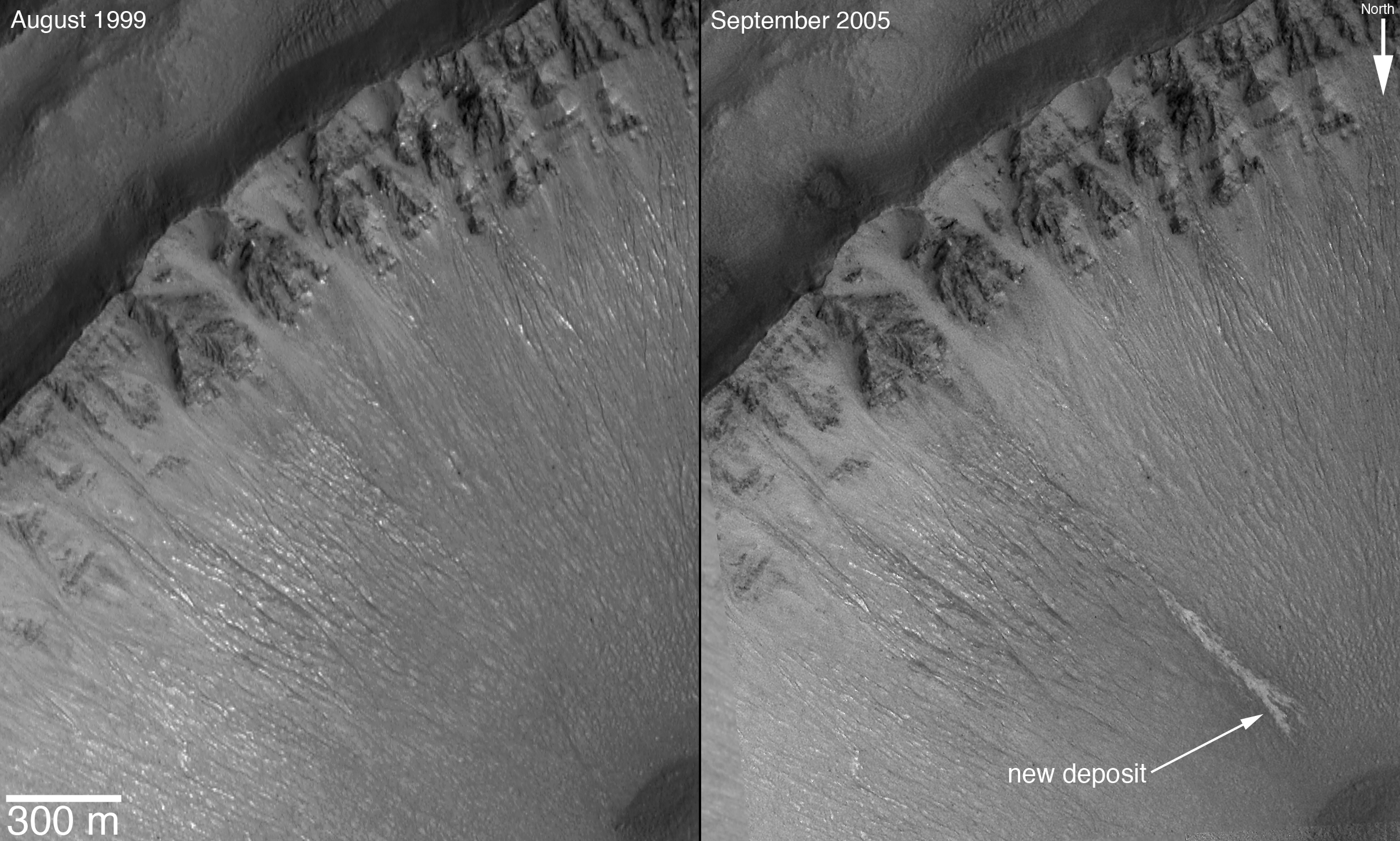
Фотографії, зроблені дослідною станцією Mars Global Surveyor 30 серпня 1999 року (зліва) і 10 вересня 2005 року. На останній фотографії видно розмив, залишений водою.

Думка про те, де в Сонячній системі могло б виникнути життя, була історично обмежена переконанням, що життя в кінцевому підсумку залежить від світла і тепла Сонця і тому обмежене поверхнею планети. Трьома найвірогіднішими кандидатами на наявність життя в Сонячній системі є Марс, супутник Юпітера — Європа і супутник Сатурна — Титан. Це припущення ґрунтується насамперед на тому, що (в разі Марса і Європи) астрономічні тіла можуть мати рідку воду, молекули якої необхідні для життя в якості розчинника в клітинах. Вода на Марсі знаходиться у полярних крижаних шапках, і новоутворені яри, нещодавно помічені на Марсі, дозволяють припустити, що рідка вода може існувати, принаймні тимчасово, на поверхні планети, і, можливо, в підземних умовах в геотермальних джерелах. При марсіанських низьких температурах і низькому тиску рідка вода, ймовірно, буде дуже солоною. Що стосується Європи, то рідка вода, ймовірно, існує під поверхневим крижаним шаром. Ця вода може бути нагріта до рідкого стану вулканічною активністю на дні океану, але основним джерелом тепла, ймовірно, є нагрів приливними силами.
Іншим астрономічним об'єктом, який потенційно може підтримувати позаземне життя, є найбільший супутник Сатурна — Титан. Вважається, що Титан має умови, близькі до ранньої Землі. На його поверхні вчені виявили перші рідкі озера за межами Землі, але вони, найімовірніше, складаються з етану та/або метану. Після вивчення даних із зонда «Кассіні» в березні 2008 року було оголошено, що Титан також може мати підземний океан, що складається з рідкої води й аміаку. Крім того, супутник Сатурна Енцелад може мати океан під його крижаною шапкою.

## Гіпотеза виняткової Землі
Дана гіпотеза на підставі астробіологічних висновків стверджує, що багатоклітинні форми життя можуть бути більшою рідкістю, ніж спочатку передбачалося вченими. Вона дає можливу відповідь на парадокс Фермі: «Якщо позаземні цивілізації є досить поширеними, то чому ми не спостерігаємо жодних слідів розумного позаземного життя?». Ця теорія є точкою зору, протилежною до принципу пересічності, запропонованого відомими астрономами Френком Дрейком, Карлом Саганом та іншими. Принцип пересічності припускає, що життя на Землі не є винятковим явищем і з великою часткою ймовірності може бути знайдене на безлічі інших світів.
Антропний принцип свідчить, що фундаментальні закони Всесвіту спеціально влаштовані таким чином, щоб було можливе існування життя. Антропний принцип підтримує гіпотезу виняткової Землі, стверджуючи, що елементи, які необхідні для підтримання життя на Землі так «тонко налаштовані», що шанс повторення в іншому місці дуже малий. Стівен Джей Гулд порівняв твердження, що «Всесвіт добре пристосований для нашого різновиду життя» з висловлюваннями, що «сосиски були зроблені довгими і вузькими спеціально для того, щоб вони могли вписатися в сучасні булочки для хот-дога» або що «кораблі були винайдені в якості будинку для молюсків».

## Дослідження
Хоча опис позаземного життя є невирішеним питанням, а гіпотези та прогнози щодо його існування й походження широко варіюються, проте, розвиток теорій для підтримки пошуку життя нині[коли?] можна вважати найбільш конкретним практичним застосуванням астробіології.
Біолог Джек Коен і математик Ян Стюарт, серед іншого, розглядають ксенобіологію окремо від астробіології. Коен і Стюарт вважають, що астробіологія — це пошук життя подібно до того, яке існує на Землі за межами нашої Сонячної системи, в той час, як ксенобіологія займається дослідженнями в тих випадках, коли ми припускаємо, що життя не засноване на базі вуглецю або кисневого дихання, але доки воно має визначальні характеристики життя (див. Вуглецевий шовінізм).

### Результати досліджень

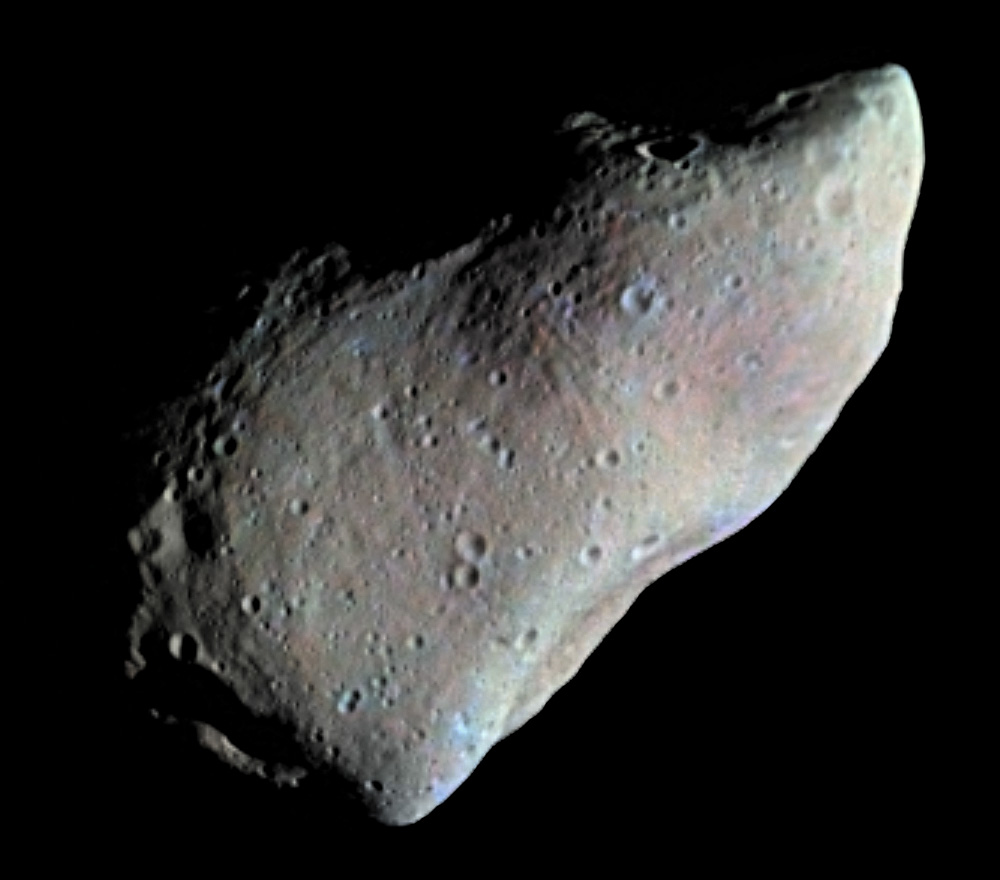
Астероїди можуть приносити космічні організми на Землю.

У минулі століття наявність життя на планетах Сонячної системи вважалося досить імовірною. Особливо це пов'язували з виявленням методами астрономії сезонів (пір року), можливих морів і суші і так званих каналів на Марсі. Навіть існували абстрактні припущення про існування селенітів, марсіян тощо. Деякі вчені ще на початку XX століття вважали наявність марсіанської рослинності доведеною, а венеріанської — можливою.
Починаючи з другої половини XX століття, вчені ведуть цілеспрямовані пошуки позаземного життя в межах Сонячної системи і за її межами, особливо за допомогою автоматичних міжпланетних станцій (АМС) і космічних телескопів. Дані досліджень метеоритів, верхніх шарів атмосфери Землі і дані, зібрані в рамках космічних програм, дозволяють деяким вченим стверджувати, що найпростіші форми життя можуть існувати на інших планетах Сонячної системи. При цьому, згідно з сучасним науковим уявленням, ймовірність виявлення високоорганізованого життя на всіх планетах Сонячної системи, крім Марса і деяких супутників Юпітера і Сатурна, вкрай мала.
До теперішнього часу доказів наявності позаземного життя знайдено не було.
Проте 6 серпня 1996 року вчені НАСА після дослідження метеорита ALH 84001 заявили про те, що метеорит може містити докази слідів життя на Марсі. При скануванні структур метеорита растровим електронним мікроскопом було виявлено скам'янілості, які нагадали вченим «сліди» земних організмів — так званих магнітотактичних бактерій. Дослідники стверджували, що саме такі специфічні скам'янілості залишають бактерії на Землі, тому виявлення ідентичних скам'янілостей в метеориті свідчить на користь існування бактерій на його рідній планеті. Разом з тим структури, знайдені на ALH 84001, мають діаметр 20-100 нанометрів, що близько до теоретичних нанобактерій і в рази менше будь-якої відомої науці клітинної форми життя. Залишається неясним, чи свідчить це про те, що на Марсі було чи є життя, або ж ймовірні живі організми потрапили на метеорит вже на Землі після його падіння.
Про можливу наявність живих істот на поверхні Венери заявив у січні 2012 року головний науковий співробітник Інституту космічних досліджень РАН Леонід Ксанфомаліті. При вивченні фотографій, переданих радянськими апаратами в 1970-і і 1980-і роки, він виявив якісь об'єкти, які з'являються і зникають на серії послідовних знімків. Наприклад, об'єкт «скорпіон» з'являється на фотографії через 90 хвилин після включення камери і через 26 хвилин зникає, залишивши після себе канавку в ґрунті. Ксанфомаліті вважає, що під час посадки модуль створив сильний шум і «мешканці» покинули місце посадки, а через деякий час, коли все стихло, вони повернулися.
У 2010 році група вчених з НАСА заявила на підставі отриманих із зонда «Кассіні» даних про виявлення на супутнику Сатурна Титані непрямих ознак життєдіяльності примітивних організмів (див.: Життя на Титані). Пошуки життя на місці на супутниках Юпітера передбачаються у перспективних програмах АМС з спускними апаратами, кріоботами, гідроботами типу Лапласа—П тощо.

#### Метан
У 2004 році наземними телескопами і зондом Mars Express було виявлено спектральний маркер метану в атмосфері Марса. Через сонячну радіацію і космічне випромінювання за прогнозами вчених метан мав зникнути з атмосфери Марса протягом декількох років. Таким чином, газ повинен активно поповнюватися, щоб підтримувати наявну концентрацію. Одним з дослідів марсохода Mars Science Laboratory, запущеного 25 листопада 2011 року, мало бути точне вимірювання співвідношення ізотопів кисню і вуглецю у вуглекислому газі (CO2) і метані (CH4) в атмосфері Марса з метою визначення геохіміченого або біологічного походження метану.

#### Планетні системи
Можливо, що у деяких планет в Сонячній системі, таких як газовий гігант Юпітер, можуть бути супутники з твердою поверхнею або рідким океаном, які є більш придатними для життя. Більшість планет, виявлених за межами Сонячної системи, є гарячими газовими гігантами і непридатні для життя. Таким чином, точно не відомо, є чи Сонячна система, з такою планетою як Земля, унікальною чи ні. Вдосконалені методи виявлення і збільшений час спостережень безсумнівно дозволять виявити більше планетних систем і, можливо, деякі з них будуть як Земля. Наприклад, місія «Кеплер» призначена для виявлення планет розміром з Землю навколо інших зірок шляхом вимірювання найдрібніших змін у кривій блиску зірки, коли планета проходить між зіркою і телескопом. Прогрес в галузі інфрачервоної і субміліметрової астрономії відкрив компоненти інших зоряних систем. Інфрачервоні дослідження виявили навколо далеких зірок пояси пилу і астероїдів, що лежать в основі формування планет.

#### Життєпридатність планети
Зусилля, спрямовані для відповіді на питання: «Яка поширеність потенційно жилих планет», мали певний успіх. 2 лютого 2011 року учені, що досліджують дані з телескопа «Кеплер», оголосили, що є 54 кандидати в планети, що знаходяться в зоні життя своїх зірок. Причому 5 з них мають розмір, який можна порівняти з Землею.
Також ведеться дослідження щодо обмежень навколишнього середовища для життя і роботи екстремальних екосистем, дозволяючи дослідникам передбачити, яке планетне середовище могло б бути найпридатнішим для життя. Такі місії, як спускний апарат Фенікс, Mars Science Laboratory і ExoMars до Марса, зонд «Кассіні» до супутника Сатурна Титану і місія «Ice Clipper» на супутнику Юпітера Європі дають надію на подальше вивчення можливості наявності життя на інших планетах нашої Сонячної системи.

## Місії

### Програма Viking
В кінці 1970-х років два лендери Вікінга вели чотири види біологічних експериментів на поверхні Марса. Це були єдині лендери Марса, які проводили експерименти, спеціально призначені для вивчення метаболізму сучасного мікробного життя на Марсі. Посадочні машини використовували роботизовану руку для збору проб ґрунту в герметичні випробувальні контейнери на судні. Обидва лендери були однаковими, тому ті самі випробування проводилися у двох місцях на поверхні Марса; Viking 1 біля екватора і Viking 2 далі на північ. Результат був непереконливим і досі заперечується деякими вченими.

### Beagle 2
Beagle 2 був невдалим посадковим пристроєм British Mars, який був частиною місії Європейського космічного агентства «Марс-експрес» у 2003 році. Його основна мета полягала в тому, щоб шукати ознаки життя на Марсі в минулому або сьогоденні. Хоча він приземлився безпечно, він не зміг правильно розгорнути свої сонячні батареї і телекомунікаційну антену.

### EXPOSE
EXPOSE — це багатокористувацький об'єкт, встановлений у 2008 році за межами Міжнародної космічної станції, присвяченої астробіології. EXPOSE було розроблено Європейським космічним агентством (ЄКА) для довгострокових космічних польотів, які дозволяють піддавати органічні, хімічні речовини та біологічні зразки впливу космічного простору на низькій навколоземній орбіті.

### Наукова лабораторія Марса
Місія Наукової лабораторії Марса (MSL) приземлилася на марсоході, який нині[коли?] працює на Марсі. Він був запущений 26 листопада 2011 року і приземлився в Кратері Гейл 6 серпня 2012 року. Завдання місії полягає в тому, щоб допомогти оцінити придатність Марса і при цьому визначити, чи підтримує або коли-небудь підтримував Марс життя, збирати дані для майбутньої місії людини, вивчити марсіанську геологію, її клімат і далі оцінювати, яку роль вода, важливий інгредієнт для життя, грала у формуванні мінералів на Марсі.

### Екзомарс (марсохід)
ExoMars — це роботизована місія на Марс для пошуку можливих біосигналів життя на Марсі, минулого або сучасного. Ця астробіологічна місія розробляється Європейським космічним агентством (ЄКА) у партнерстві з Федеральним космічним агентством Росії (Роскосмос).

### Red Dragon
Червоний Дракон — це запланована серія недорогих місій з приземлення на Марс, в яких буде використовуватися ракета-носій SpaceX Falcon Heavy, а також модифікована капсула Dragon V2 для входу в атмосферу Марса і Землі з використанням ретроспектаклів. Основна місія посадкового майданчика — демонстрація технології та пошук свідчень про життя на Марсі (біосигналів) в минулому або сьогоденні. Ця концепція повинна була конкурувати за фінансування у 2012—2013 роках як місія NASA Discovery. У квітні 2016 року SpaceX оголосила про те, що вони приступлять до виконання місії за технічної підтримки NASA, ракета Falcon Heavy буде запущена в 2018 році. Ці місії на Марсі також стануть відправними точками для набагато більшої колонізації SpaceX Mars, про яку було оголошено у вересні 2016 року.

### Марс-2020
Маршрутна місія «Марс 2020» — це концепція, що розробляється НАСА з можливим запуском у 2020 році. Вона призначена для дослідження умов на Марсі, що стосуються астробіології, вивчення поверхневих геологічних процесів й історії, включно з оцінкою його минулої населеності й потенціалу для збереження біосигналів та біомолекул у доступних геологічних матеріалах. Команда визначення науки пропонує зібрати щонайменше 31 зразок гірських порід і ґрунту для наступної місії, щоб повернутися до детальнішого аналізу в лабораторіях на Землі. Марсохід зможе провести вимірювання і надати технічні дані, щоб допомогти розробникам людської експедиції зрозуміти будь-які небезпеки, створювані марсіанським пилом, і продемонструвати, як збирати вуглекислий газ (CO2), який може бути ресурсом для отримання молекулярного кисню (O2) і ракетного палива.

## Пропоновані місії

### Icebreaker Life
Icebreaker Life — це місія, яка пропонується програмі NASA Discovery для запуску в 2018 році. Якщо вона її буде обрано і вона буде фінансуватися, стаціонарний посадковий апарат стане найближчою копією успішного «Фенікса» 2008 року, і він буде мати оновлене науково корисне астробіологічне навантаження, зокрема 1-метрову бурову установку для відбору проб льоду в північних рівнинах для проведення пошуку органічних молекул і доведення поточного або минулого життя на Марсі. Однією з ключових цілей місії Icebreaker Life є перевірка гіпотези про те, що крижаний ґрунт у полярних регіонах має значну концентрацію органічних речовин завдяки захисту кригою від окислювачів і радіації.

### Подорож до Енцелада і Титана
Подорож до Енцелада і Титана є концепцією орбітальної астробіологічної орбіти для оцінки потенціалу населеності супутників Сатурна Енцелада і Титана.

### Enceladus Life Finder
Enceladus Life Finder (ELF) — пропонована концепція астробіологічної місії для космічного зонда, призначеного для оцінки населеності внутрішнього водного океану Енцелада, шостого за величиною супутника Сатурна.

### Europa Clipper
Europa Clipper — це місія, запланована NASA для запуску в 2025 році, яка проведе детальну розвідку супутника Юпітера Європи і перевірить, чи може крижаний супутник мати умови, придатні для життя. Це також допоможе у виборі майбутніх посадкових майданчиків.

## Науково-популярні фільми
- «Всесвіт. Астробіологія» (англ. The Universe. Astrobiology) — науково-популярний фільм, знятий History Channel в 2008 р.